# 無月経
無月経（むげっけい）とは、女性に月経が3か月以上ない状態をいう。ここでは病的な意味をもつ無月経を主に取り扱い、初経前、閉経後、妊娠、産褥による生理的無月経に関しては取り扱わない。

## 分類
無月経の分類には、注目する観点によって以下のような方法が存在する。

### 月経経験の有無
原発性無月経
生まれてから18歳の誕生日を超えても、一度も月経を経験していないこと。性分化疾患や染色体異常など、根本的な生殖器の要素に起因することが多い。
ちなみに生まれて初めての月経のことを初潮（しょちょう menarche）または初経（しょけい）と言い、初潮の平均年齢は12.24±0.93歳で、大部分は年齢で10歳から15歳の間に発生することが多く、もし16歳になっても初潮を迎えなかった女子は念のため婦人科を受診しておくことが望ましい。
続発性無月経
いったん反復的な周期の月経を経験していた女性が、3か月以上月経がなくなってしまうこと。体調不良、精神的ストレス、無理なダイエットや拒食症・過度のスポーツなどで体脂肪が少なくなりすぎた場合、薬の副作用等でしばしば起こりうる。

### 原因別分類
続発性無月経は非常に頻度が多い疾患であり、特に視床下部性のものが多い。原発性無月経は極めて稀で染色体異常が原因であることが多い。
視床下部性
原発性としてはカルマン症候群、フレーリヒ症候群、ローレンスムーンビードル症候群、プラダーウィリー症候群などがある。続発性としてはキアリフロンメル症候群、アルゴンツデルカスティーユ症候群、神経因性食欲不振症、体重減少性無月経などがあげられる。カルマン症候群は無嗅覚症を合併する遺伝性疾患であり、視床下部におけるゴナドトロピン産出の低下、全身奇形を伴う症候群である。フレーリヒ症候群は女性型の肥満、性器の発育障害を2主徴とする症候群であり、視床下部に器質性疾患をもつ。頭蓋咽頭腫によるものが最も多く、視覚異常や頭蓋内圧亢進症を伴う場合が多い。ローレンスムーンビードル症候群は肥満、網膜色素変性、多指症、合指症、性腺機能障害、家族内発症を6主徴とする疾患であり、低身長、視神経萎縮、片側腎欠損、難聴、夜盲、尿毒症、精神障害を伴うこともある。キアリフロンメル症候群は妊娠・授乳に関連して起こる視床下部性高プロラクチン血症である。アルゴンツデルカスティーユ症候群は妊娠、授乳に無関係におこり、トルコ鞍にも異常がない視床下部性高プロラクチン血症である。
下垂体性
原発性としては先天性ゴナドトロピン欠損症などがあげられる。続発性としてはシーハン症候群、フォーブスオールブライト症候群、下垂体腺腫などがあげられる。フォーブスオールブライト症候群は下垂体に器質性疾患（大抵は腺腫）が存在するため高プロラクチン血症にいたった場合である。シーハン症候群は分娩時の大量出血またはショックにより下垂体血管の痙縮、二次性血栓が生じ下垂体梗塞によって下垂体機能的低下症が起こる病態である。
卵巣性
原発性としてはターナー症候群などがあげられる。続発性としては多嚢胞性卵巣症候群（PCOS）、早発卵巣機能不全、卵巣摘出などがあげられる。早期卵巣機能不全とは40歳未満で高ゴナドトロピン性低エストロゲン血症（閉経パターン）となる。卵子が0となったときや、FSH、LHの感受性が著しく困難になった場合である。一般に排卵誘発は極めて困難である。
子宮性
原発性としてはメイヤー・ロキタンスキー・クスター・ハウザー症候群（ロキタンスキー症候群）、子宮奇形などがあげられる。続発性としてはアッシャーマン症候群、子宮内膜炎などがあげられる。ロキタンスキー症候群はミュラー管の発生異常による先天性腟欠損症である。卵巣の機能は正常であるが泌尿器系、骨格系の異常を伴うこともある。
アッシャーマン症候群は外傷性子宮内膜癒着症であり子宮腔内の手術操作が原因となる。
腟性
原発性として処女膜閉鎖症、腟閉鎖症があげられる。

### 内分泌検査による分類
ほぼ原因別分類と対応する。外因性のゴナドトロピンを投与することでLH、FSHの分泌能を調べるゴナドトロピン負荷試験が一般的である。視床下部性と下垂体性の鑑別に非常に有効である。原則としては視床下部性無月経ではゴナドトロピンに反応するが下垂体性無月経の場合は反応しない。
視床下部性無月経
視床下部に障害があるためLH、FSHの前値は低い。ゴナドトロピン負荷後は正常反応を示す。ゴナドトロピンの反応が悪い場合は反復投与することでLH、FSH分泌能が正常化することがある。
下垂体性無月経
下垂体に障害があるためLH、FSHの前値は低い。ゴナドトロピン負荷後も下垂体前葉からのLH,FSHの分泌がなされない。
卵巣性無月経
卵巣に障害があるためLH、FSHの前値は著しく高く、高ゴナドトロピン状態である。ゴナドトロピン負荷後も過剰反応を示し、LH,FSHは異常高値となる。卵巣性無月経だけではなく、排卵期、閉経後の女性も同様のパターンをとることがある。
PCOパターン（stein-Leventhal症候群）
多嚢胞性卵巣症候群がこのパターンに含まれる。LHの前値は高いがFSHの前値は正常化、低値をしめす。ゴナドトロピンを負荷するとLHが過剰反応するがFSHの反応は正常である。

### エストロゲン分泌の有無に注目した分類
クッパーマン方式によって診断される。治療法に直結するので扱いやすい分類である。
正常な月経周期では、月経の開始により前周期の子宮内膜が排出され始めた直後から、次の排卵に向けて徐々に卵胞が育ち始めて卵胞ホルモン（エストロゲン）を分泌し、月経終了後の子宮内膜を再び増殖させていく。そして、排卵が起こると卵巣に残った卵胞が黄体に変化し、妊娠に適した状態へ子宮内膜を成熟させる黄体ホルモン（ゲスターゲン）の分泌も加わる。一定期間が経過しても妊娠が成立していなければ、黄体の寿命は尽きて両ホルモンの分泌が低下し、子宮内膜の剥落（＝月経）が始まる。すなわちこの診断では、無排卵で正常な黄体期が巡って来ないために内膜のリセットを始める契機を得られずにいるだけか、生理周期の最初から既に正常な内膜の肥育が行われていないかのを区別を調べる。
プロゲステロン投与としてはプロルトン50mgの筋注後3〜6日ほど、またはゲスターゲン剤（ルトラール2mg 2T2×またはデュファストン 5mg 2T2×）を5日間内服し2〜7日で3日以上持続持続する消退出血を調べる。消退出血があれば第一度無月経である。これをゲスターゲンテストという。ゲスターゲンテストで陰性であった場合はエストロゲン・ゲスターゲンテストを行う。これはエストロゲン製剤を10日間内服したのちエストロゲン・ゲスターゲン合剤を10日間内服（プレマリン0.625mg 2T2× 10日内服後、ノアルテンD 1T1× 11日内服）し2〜4日で3日間持続する消退出血があるかどうかを調べる試験である。
第一度無月経
エストロゲンが分泌されているもの。内膜が増殖しているのでプロゲステロン投与で消退出血が起こる。
第二度無月経
エストロゲンが分泌されていないもの。内膜は増殖していないのでプロゲステロン投与では消退出血は認められず、エストロゲンとプロゲステロンの投与で消退出血が起こる。無月経の期間が長いほど第二度無月経に陥っている割合も高くなり、無治療のまま長年放置しておくと子宮の退縮や若年閉経を招く場合もある。また、体重減少性無月経は、短期間でも比較的第二度無月経に至りやすい傾向がある。
この試験を行うことで治療法は決定できる。ホルモン補充療法（無月経に対して）の治療は第一度無月経ではホルムストローム療法を行う。これはプロゲステロンの周期的な投与であり、消退出血後、ルトラール2mg 2T2×またはデュファストン 5mg 2T2×の5日間の内服を繰り返していくというものである。第二度無月経のホルモン補充療法として知られるカウフマン療法は消退出血後5日目からプレマリン0.625mg 2T2× 10日内服後、ノアルテンD 1T1× 11日内服を繰り返すというものになる。挙児希望の場合は月経の誘発だけでは不十分であり排卵誘発を行う。排卵誘発は上記よりも副作用も強く、高価であることに注意する。排卵誘発はあくまでも不妊症の治療であり、無月経の治療ではない。

### 分類の対応
上記、様々な分類を統合すると以下のようになる。
視床下部性
第一度無月経または第二度無月経の二通りの可能性がある。PCOSもこのパターンをとるためPCOSも視床下部性の病変があるのかもしれない。視床下部性無月経で2つのパターンをとるのは内分泌学から説明されている。視床下部の内分泌センサーにはtonic相センサーとsurgeセンサーの2種類がある。surgeセンサーのみが障害されても基礎分泌は保たれるため第一度無月経にとどまる。しかし両方のセンサーが障害されると第二度無月経になると考えられている。
下垂体性、卵巣性
原則として第二度無月経となる。
子宮性
プロゲストロン投与でもエストロゲン、プロゲステロン投与でも消退出血なし。

## 高プロラクチン血症
プロラクチンの分泌は視床下部からのPIFの分泌によって抑制されているのが通常である。即ち視床下部の障害によって脱抑制され、高プロラクチン血症にいたる。PIF分泌に最も関与するのがドパミンと考えられている。またTRHはTSHだけではなくPRLの分泌を促進する作用があるということを念頭に置くと理解しやすい。主な原因を列記する。
PRL産出下垂体腺腫（プロラクチノーマ）
腺腫の存在によりPRLの自律性分泌によるPRL過剰である。以前はフォーブスオールブライト症候群といわれていた。ミクロアデノーマ、マクロアデノーマの両方が存在する。マクロアデノーマで視野障害や下垂体卒中がある場合はハーディ手術を行うこともある。
視床下部・下垂体障害
視床下部の機能的障害や視床下部におよぶ腫瘍、炎症、肉芽腫によってドパミンの産出、輸送が障害されるとPIF脱抑制によってPRLの分泌が亢進される。特発性の場合はドパミン作動薬であるブロモクリプチンの投与で改善することが多い。
薬剤性
ドパミン遮断薬クロルプロマジンなどが存在するとPIF脱抑制が生じ、PRL分泌が亢進される。
甲状腺機能低下症
甲状腺ホルモンの低下によって視床下部からのTRHの分泌が亢進し、その結果PRL分泌も亢進される。甲状腺機能異常は亢進すると妊娠、周産期に問題となり、低下すると無月経となるため生殖においては非常に問題である。

## 治療
治療は目的によって大きく異なる。無月経に対する治療としてはホルモン補充による月経の誘発である。これはエストロゲン依存性腫瘍（子宮体がん、乳がん）の予防に有効である。不妊に対しての治療はまた異なる。以下に不妊症で行う排卵誘発に関して述べる。排卵誘発には大きく分けてクロミフェン療法とゴナドトロピン療法が存在する。近年はIVF-ETを併用することも多い。これらは内部リンク、不妊症を参照のこと。
クロミフェン療法
第一度無月経や希発月経、無排卵周期症、多嚢胞性卵巣症候群の一部で用いられる治療法である。エストロゲンアナログであるクロミフェンを投与することでエストロゲン受容体複合体を減少させ、ゴナドトロピンの分泌を促進させるという原理に基づく。月経周期または消退出血の5日目よりクロミッド50mg 3T3×を5日間内服させる。疾患によってはクロミフェンに他の薬物を併用することもある。クロミフェン-ゲスターゲン併用療法などが知られている。
ゴナドトロピン療法
第二度無月経やクロミフェン療法無効例はゴナドトロピン療法を行い排卵を誘発させることがある。ゴナドトロピン療法は多胎妊娠、卵巣過剰刺激症候群といった命にかかわるリスクが存在するため、十分な説明の後に行うことが望ましい。hMG-hCG療法とPMS－hCG療法がよく知られている。FSH様作用をもつhMG、PMSを投与後にLH様作用をもつhCGを投与するというものである。大雑把にはパーゴグリーン150単位の筋注を月経周期または消退出血の5日目より連日投与し卵胞成熟（平均径16mm以上）となったらHCG5000単位を一回筋注をするというものである。黄体機能不全になることが多いので後療法としてHCG3000単位を一日一回、高温相の3日目より隔日で3回投与を行ったり、デュファストン5mg 2T2× 10日間投与を行うことが多い。